# Florence Heath
Florence Heath (sœur du journaliste anglais Allister Heath (en), né en France, à Mulhouse en Alsace, conservateur, libertarien, eurosceptique et favorable au Brexit), est une ancienne militante anglaise du Parti conservateur. 
Elle a été la première épouse de Matthew Jim Elliott (dit Matthew Elliott), un stratège politique et lobbyiste britannique ayant joué un rôle-clé dans plusieurs campagnes politiques et deux référendums, dont celui qui a conduit au Brexit. 

Elle a co-fondé avec lui le groupe de pression et think tank libertarien dénommé TaxPayers' Alliance (TPA). 

Son père (Alexander Heath) en a été directeur.

## Vie professionnelle
Heath travaille pour le groupe pétrolier anglo-néerlandais Shell International (Exploration & production), en tant que géologue, d'abord à Ryswick dans les bureaux du siège de la société pétrolière Shell durant quatre ans (2004-2008), puis à Tripoli en Libye pour Shell Libya, puis à Doha pour Shell Qatar (2011-2012). Elle rentre ensuite à Tripoli où elle travaille un an pour Blue Camel Energy, une entreprise nigériane spécialisée dans l'énergie solaire (2012-2013) puis rentre en Angleterre et à partir de 2013 travaille à Londres pour JX Nippon Oil & Gas Exploration Corporation.

## Vie personnelle
Florence Heath s'est séparé de son premier mari (M Elliott, lequel a ensuite épousé Sarah Elliott (née Smith), présidente de Republicans Overseas UK (filiale anglaise de Republicans Overseas ou « RO », une organisation politique, reconnue par le Comité national républicain (RNC) et par d'autres groupes affilié pour fédérer les républicains, et en recruter dans le monde.

## Activités politiques
À l'université, Florence Heath était une activiste politique (pour le Parti conservateur qu'elle a rejoint à l'âge de 18 ans, lors de sa dernière année). 
Elle estime que depuis cette époque, l'image des conservateurs a beaucoup changé au Royaume-Uni : « Je ne connais plus beaucoup de gens qui correspondent à l'image de Tory Boy » (Tory boy est une sorte de caricature du jeune conservateur anglais, inventé et joué pour des sketchs de télévision par l'humoriste et comédien anglais Harry Enfield dans les années 1980).
En 2001, F. Heath a co-signé, en sa qualité de présidente des conservateurs de l'Imperial College, une lettre de soutien à la candidature de Iain Duncan Smith à la tête du parti des conservateurs. Cette lettre affirmait que « nous croyons sincèrement que seul Iain Duncan Smith pouvait être sûr de diriger avec succès un parti uni »,. 
En 2007, Heath a co-écrit un rapport avec Richard Smith pour le think tank Center for Policy Studies intitulé « People, Not Budgets ».

## Pétrole libyen
En 2009, dans le cadre de la ruée vers l'or noir libyen, Heath a exprimé son enthousiasme face à l'opportunité pour Shell de pouvoir forer des puits de pétrole en Libye. Selon elle, « c'est l'une des rares « dernières frontières » pour l'exploration dans le monde »

## Influences, affiliations
Professionnellement elle est liée à Shell, groupe considéré comme ayant particulièrement œuvré au déni du réchauffement climatique, et en tant qu'activiste et co-créatrice de l'Alliance des contribuables anglais, et en travaillant ponctuellement pour le Centre for Policy Studies, elle s'est montrée proche des branches libertariennes du Parti conservateur,